# Bajovo Polje
Bajovo Polje (cyr. Бајово Поље) – wieś w Czarnogórze, w gminie Plužine. W 2011 roku liczyła 47 mieszkańców.